# Dekanat Katowice-Panewniki
Dekanat Katowice-Panewniki − jeden z 37 dekanatów katolickich w archidiecezji katowickiej na terenie Katowic. W jego skład wchodzą następujące parafie:
- Parafia Najświętszych Imion Jezusa i Maryi w Brynowie (Katowice)
- Parafia Świętej Rodziny i św. Maksymiliana Kolbego w Katowicach
- Parafia św. Jacka w Ochojcu (Katowice)
- Parafia św. Ludwika Króla i Wniebowzięcia NMP w Panewnikach (Katowice)
- Parafia św. Antoniego z Padwy w Starych Panewnikach (Katowice)
- Parafia Matki Bożej Różańcowej w Zadolu (Katowice)